# Banco AV Villas
 AV Villas es una entidad financiera colombiana, fue fundado en 1972 como Corporación de Ahorro y Vivienda Las Villas. En 1997 se convirtió en una subsidiaria de Grupo Aval.

## Historia
Tuvo su origen en la Corporación de Ahorro y Vivienda Las Villas, entidad creada en el año 1972, especializada y con una amplia trayectoria en la financiación del sector de la construcción, mediante el otorgamiento de créditos dentro del sistema UPAC tanto a constructores como a compradores de inmuebles. En 1998 el banco fue controlado por el Grupo Aval, que es el más grande e importante grupo financiero del país conformado por el Banco AV Villas, Banco de Occidente, Banco de Bogotá, la Sociedad Administradora de Pensiones y Cesantías; Porvenir S.A. y el Banco Popular.
A principios del año 2000 la Corporación Las Villas se fusionó absorbiendo a la Corporación de Ahorro y Vivienda Ahorramas, entidad creada desde diciembre de 1972 y que había entrado a formar parte del Grupo Aval a mediados de 1997. De esta forma surgió, para el momento de la fusión, la sexta entidad financiera más grande del país por nivel de activos, bajo la denominación de Corporación de Ahorro y Vivienda AV Villas. Posteriormente se expide la Ley 546 de 1999 (Ley de Vivienda) con la que se crea la Unidad de Valor Real (UVR), en reemplazo de la UPAC, y se abre paso a la conversión de las CAV en bancos comerciales. Por consiguiente, como resultado de la Ley de Vivienda, y con el fin de brindar una mayor diversidad de productos y servicios a sus clientes, en el mes de marzo del año 2002 AV Villas se convierte oficialmente en Banco Comercial. 